# Liste der Kulturdenkmäler in Bernsfeld
Die folgende Liste enthält die in der Denkmaltopographie ausgewiesenen Kulturdenkmäler auf dem Gebiet des Ortsteils Bernsfeld der Gemeinde Mücke, Vogelsbergkreis, Hessen.
Hinweis: Die Reihenfolge der Denkmäler in dieser Liste orientiert sich an der Anschrift, alternativ ist sie auch nach der Bezeichnung, der vom Landesamt für Denkmalpflege vergebenen Nummer oder der Bauzeit sortierbar.
Kulturdenkmäler werden fortlaufend im Denkmalverzeichnis des Landes Hessen durch das Landesamt für Denkmalpflege Hessen auf Basis des Hessischen Denkmalschutzgesetzes (HDSchG) geführt. Die Schutzwürdigkeit eines Kulturdenkmals hängt nicht von der Eintragung in das Denkmalverzeichnis des Landes Hessen oder der Veröffentlichung in der Denkmaltopographie ab.

Die bisher bekannten Bau- und Kunstdenkmäler hat das Landesamt für Denkmalpflege Hessen in sogenannten Arbeitslisten erfasst. Den Arbeitslisten liegen Erkenntnisse aus Akten, Ortsbegehungen und Denkmalinventaren, jedoch keine neuere systematische Forschung, zugrunde. Die Benehmensherstellung mit der Gemeinde gemäß § 11 Abs. 1 HDSchG ist noch nicht erfolgt.
Das Vorhandensein oder Fehlen eines Objekts in dieser Liste ist keine rechtsverbindliche Auskunft darüber, ob es Kulturdenkmal ist oder nicht: Diese Liste entspricht möglicherweise nicht dem aktuellen Stand der offiziellen Denkmaltopographie. Diese ist für Hessen in den entsprechenden Bänden der Denkmaltopographie Bundesrepublik Deutschland und im Internet unter DenkXweb – Kulturdenkmäler in Hessen einsehbar. Auch diese Quellen sind, obwohl sie durch das Landesamt für Denkmalpflege Hessen aktualisiert werden, nicht immer aktuell, da es im Denkmalbestand immer wieder Änderungen gibt.
Eine verbindliche Auskunft erteilt allein das Landesamt für Denkmalpflege Hessen.
Nutze diese Kartenansicht, um Koordinaten in der Liste zu setzen. In dieser Kartenansicht sind Kulturdenkmale ohne Koordinaten mit einem roten bzw. orangen Marker dargestellt und können in der Karte gesetzt werden. Kulturdenkmale ohne Bild sind mit einem blauen bzw. roten Marker gekennzeichnet, Kulturdenkmale mit Bild mit einem grünen bzw. orangen Marker.
| Bild            | Bezeichnung                        | Lage                                                 | Beschreibung | Bauzeit | Objekt-Nr. |
| --------------- | ---------------------------------- | ---------------------------------------------------- | ------------ | ------- | ---------- |
| Bild gesucht BW |                                    | Fahrtstraße 3 LageFlur: 1, Flurstück: 150/1          |              |         | 813508 DDB |
| Bild gesucht BW |                                    | Grüner Weg 1 LageFlur: 1, Flurstück: 158             |              |         | 938804 DDB |
| Bild gesucht BW | Backhaus                           | Grüner Weg 6 LageFlur: 1, Flurstück: 153/1           |              |         | 813286 DDB |
| Bild gesucht BW |                                    | Grüner Weg 10 LageFlur: 1, Flurstück: 155/1          |              |         | 813297 DDB |
| Bild gesucht BW | Gefallenendenkmal auf dem Friedhof | Im Lochborn LageFlur: 1, Flurstück: 233              |              |         | 938803 DDB |
| Bild gesucht BW |                                    | Kirchstraße 1 LageFlur: 1, Flurstück: 6/1            |              |         | 813300 DDB |
| Bild gesucht BW |                                    | Kirchstraße 8 LageFlur: 1, Flurstück: 159            |              |         | 813299 DDB |
| Bild gesucht BW |                                    | Kirchstraße 15 LageFlur: 1, Flurstück: 40/2          |              |         | 813298 DDB |
| Bild gesucht BW |                                    | Kirchstraße 21 LageFlur: 1, Flurstück: 38/1          |              |         | 938805 DDB |
| Bild gesucht BW |                                    | Talstraße 17 LageFlur: 1, Flurstück: 291/6           |              |         | 813292 DDB |
| Bild gesucht BW | Wasserwerk                         | Über der Wanne LageFlur: 6, Flurstück: 27/1          |              |         | 938802 DDB |
| Bild gesucht BW | Ehemaliges Forsthaus               | Weitershainer Straße 11 LageFlur: 1, Flurstück: 72   |              |         | 813296 DDB |
| Bild gesucht BW |                                    | Weitershainer Straße 30 LageFlur: 1, Flurstück: 12/2 |              |         | 813302 DDB |
| Bild gesucht BW |                                    | Weitershainer Straße 32 LageFlur: 1, Flurstück: 13   |              |         | 813295 DDB |
| Bild gesucht BW |                                    | Weitershainer Straße 34 LageFlur: 1, Flurstück: 14   |              |         | 813301 DDB |
| Bild gesucht BW |                                    | Weitershainer Straße 36 LageFlur: 1, Flurstück: 15   |              |         | 813294 DDB |
| Bild gesucht BW |                                    | Weitershainer Straße 40 LageFlur: 1, Flurstück: 17/1 |              |         | 813293 DDB |